# Barton (Cheshire)
Barton – wieś i civil parish w Anglii, w hrabstwie ceremonialnym Cheshire, w dystrykcie (unitary authority) Cheshire West and Chester. W 2011 roku civil parish liczyła 123 mieszkańców.